# Brycinus
Brycinus é um género de peixe da família Alestidae.
Este género contém as seguintes espécies:
- Brycinus ferox
- Brycinus jacksonii
- Brycinus lateralis
- Brycinus minutus
- Brycinus rhodopleura
- Brycinus sadleri